# 昝林森
昝林森（1963年10月—），陕西扶风人，汉族，中国民主同盟盟员。中华人民共和国政治人物、第十三届全国人民代表大会陕西省代表。

## 生平
2018年，昝林森被选为陕西省出席第十三届全国人民代表大会代表。